# Apaj
Apaj là một thị trấn thuộc hạt Pest, Hungary. Thị trấn này có diện tích 71,04 km², dân số năm 2010 là 1249 người, mật độ 18 người/km².